# Liwiusz (imię)
Liwiusz – imię męskie; pochodzi od starorzymskiego nazwiska, które nosili mężczyźni należący do rodu Liwiuszów.
Liwiusz imieniny obchodzi 23 września.
Żeński odpowiednik: Liwia.
Znane osoby noszące imię Liwiusz:
- Liwiusz Ilasz – polsko-amerykański polityk i prawnik, kandydat na prezydenta Polski w 2005
- Liwiusz Laska – polski adwokat i tłumacz, członek Państwowej Komisji Wyborczej
- Livio Odescalchi – książę Bracciano, Sirmio i Ceri, grand hiszpański
- Tytus Liwiusz Burattini – polsko-włoski fizyk, architekt, geograf, egiptolog, mincerz, agent dyplomatyczny, twórca miary powszechnej